# Scoturius tigris
Genre
Espèce
Scoturius tigris, unique représentant du genre Scoturius, est une espèce d'araignées aranéomorphes de la famille des Salticidae.

## Distribution
Cette espèce se rencontre en Argentine dans la province de Misiones, au Paraguay et au Brésil au Minas Gerais,,.

## Description
La femelle holotype mesure 3,5 mm.
Le mâle décrit par Galiano en 1988 mesure 4,30 mm.

## Publications originales
- Simon, 1901 : « Descriptions d'arachnides nouveaux de la famille des Attidae (suite). » Annales de la Société Entomologique de Belgique, vol. 45, p. 141-161 (texte intégral).
- Simon, 1901 : Histoire naturelle des araignées. Paris, vol. 2, p. 381-668 (intégral).